# Wicked City
Wicked City è una serie televisiva statunitense ideata da Steven Baigelman per la rete televisiva ABC, trasmessa dal 27 ottobre 2015 e cancellata dopo soli tre episodi trasmessi. Il 13 novembre la produzione decide di completare la serie. I restanti episodi sono stati distribuiti attraverso la piattaforma streaming on-demand Hulu il 22 dicembre 2015, e l'episodio finale il 30 dicembre 2015.
Pensata per avere una trama diversa ogni stagione, la prima, ambientata negli anni 1980, è incentrata su due detective del dipartimento di polizia di Los Angeles, interpretati da Jeremy Sisto e Gabriel Luna, alla ricerca di una coppia di serial killer, interpretata da Ed Westwick e Erika Christensen, che ha ucciso sulla Sunset Strip. Il cast principale include anche Taissa Farmiga, Karolina Wydra, Evan Ross, Anne Winters, e Jaime Ray Newman.
Al suo debutto raccolse recensioni molto negative e scarsi risultati d'ascolto. Dopo la trasmissione del terzo episodio l'emittente decise pertanto di cancellare prematuramente la serie dai palinsesti, interrompendo la produzione dopo le riprese dell'ottavo degli undici episodi inizialmente previsti.

## Episodi
| Stagione       | Episodi | Prima TV USA |
| -------------- | ------- | ------------ |
| Prima stagione | 8       | 2015         |